# Ctenochares amoenus
Ctenochares amoenus är en stekelart som först beskrevs av Henri Saussure 1892.  Ctenochares amoenus ingår i släktet Ctenochares och familjen brokparasitsteklar. Inga underarter finns listade i Catalogue of Life.